# Noksapyeong (metropolitana di Seul)
Noksapyeong (녹사평역 - 綠莎坪驛, Noksapyeong-yeok ) è una stazione della metropolitana di Seul servita dalla linea 6 della metropolitana di Seul. La stazione si trova nel quartiere di Yongsan-gu, a Seul. Oltre al nome, la targa della stazione riporta anche Yongsan-gu Office (용산구청 - 龍山區廳, Yongsan-gucheong), per la presenza di questi nelle vicinanze della stazione.

## Linee
SMRT
● Linea 6 (Codice: 629)

## Struttura
La stazione è costituita da un marciapiede a isola con due binari passanti al centro protetti da porte di banchina. Sono presenti quattro uscite in superficie.
Gli interni sono particolarmente sontuosi, con cinque livelli sotterranei, in parte aperti, con un grande lucernario di vetro a cupola che illumina la stazione in profondità.
| Direzione Eungam     | ● Linea 6 | per Gongdeok, Hapjeong, World Cup Stadium, Digital Media City e Eungam |
| Direzione Bonghwasan | ● Linea 6 | per Sindang, Seokgye, Taereung e Bonghwasan                            |

### Galleria d'immagini della stazione

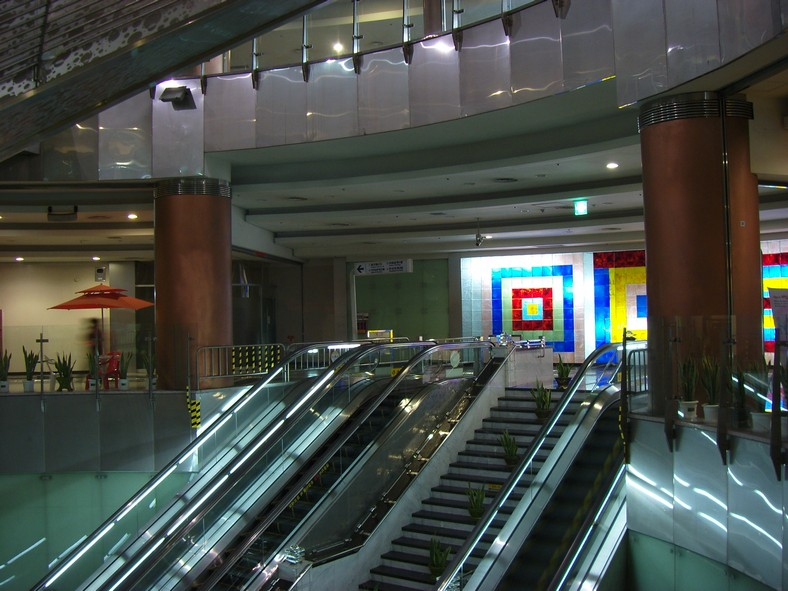
Vista delle scale mobili
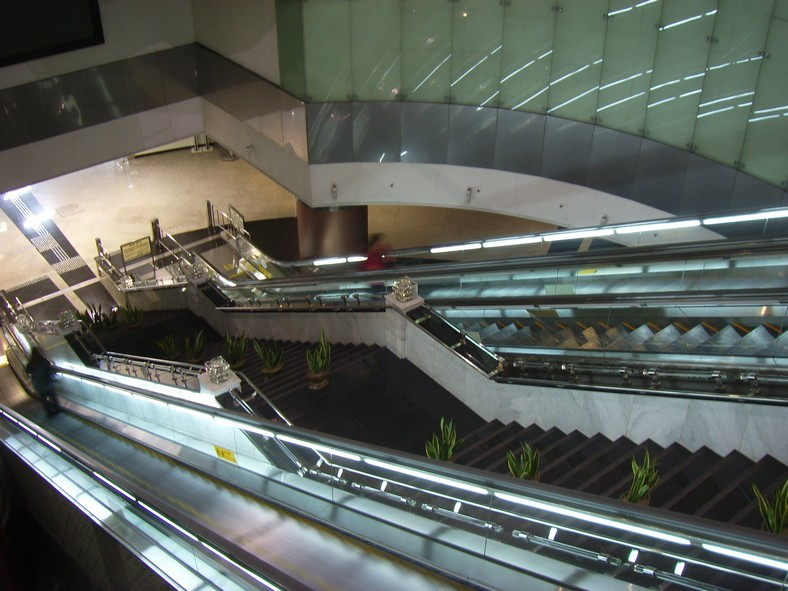
Scale mobili verso i binari
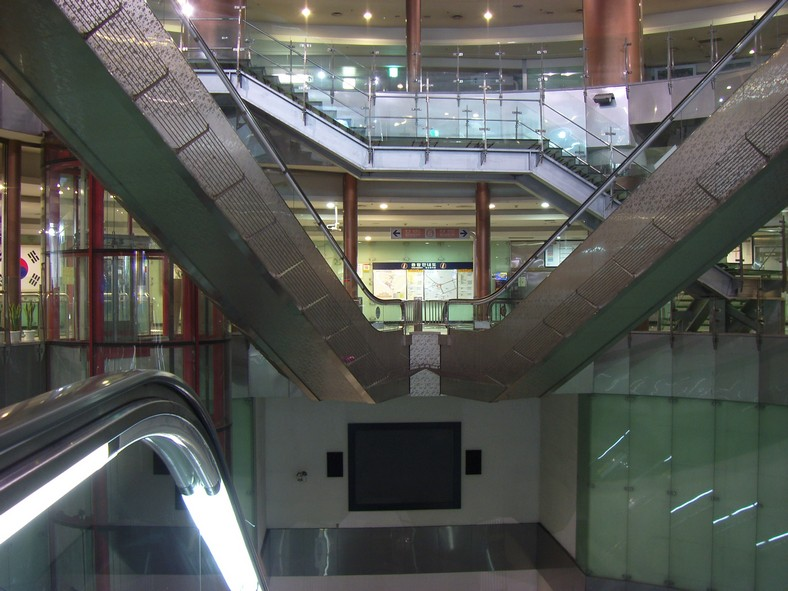
Il mezzanino
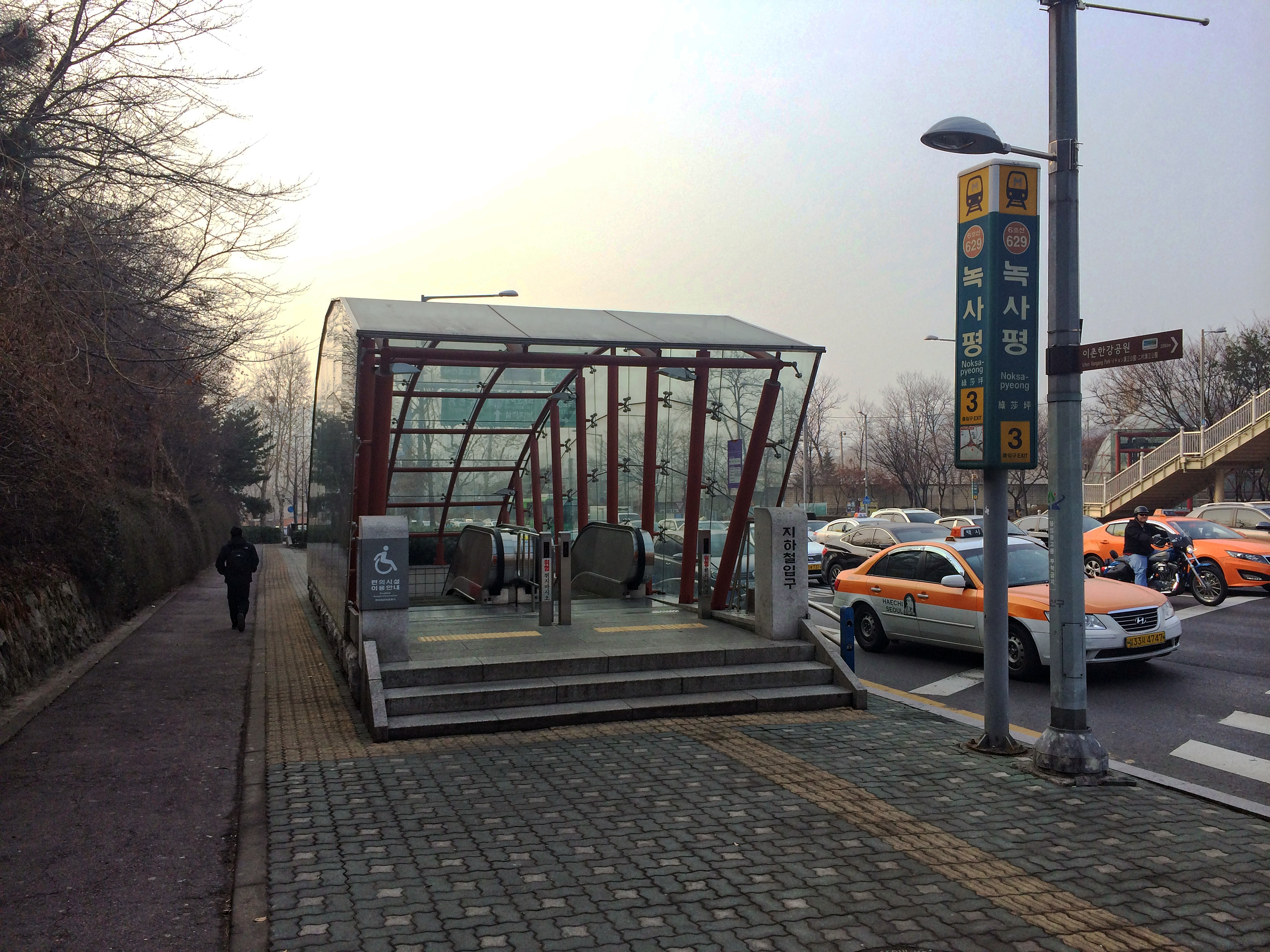
Un'uscita in superficie

## Stazioni adiacenti
| «        | Servizio | »       |
| Linea 6  | Linea 6  | Linea 6 |
| -------- | -------- | ------- |
| Samgakji | -        | Itaewon |